# Дринчень (комуна)
Дринчень, Дринчені (рум. Drânceni) — комуна у повіті Васлуй в Румунії. До складу комуни входять такі села (дані про населення за 2002 рік):
- Албіца (81 особа)
- Беїле-Дринчень (50 осіб)
- Герменешть (2162 особи)
- Дринчень (497 осіб)
- Ришешть (1892 особи)
- Шопирлень (41 особа)

Комуна розташована на відстані 306 км на північний схід від Бухареста, 35 км на північний схід від Васлуя, 57 км на південний схід від Ясс.

## Населення
За даними перепису населення 2002 року у комуні проживали 4723 особи.
Національний склад населення комуни:
| Національність | Кількість осіб | Відсоток |
| -------------- | -------------- | -------- |
| румуни         | 4722           | > 99,9%  |
| угорці         | 1              | < 0,1%   |

Рідною мовою назвали:
| Мова      | Кількість осіб | Відсоток |
| --------- | -------------- | -------- |
| румунська | 4722           | > 99,9%  |
| угорська  | 1              | < 0,1%   |

Склад населення комуни за віросповіданням:
| Релігія        | Кількість осіб | Відсоток |
| -------------- | -------------- | -------- |
| православні    | 4704           | 99,6%    |
| бретрени       | 10             | 0,2%     |
| греко-католики | 4              | 0,1%     |
| римо-католики  | 2              | < 0,1%   |
| адвентисти     | 2              | < 0,1%   |
| реформати      | 1              | < 0,1%   |